# Lac Anza
Le lac Anza est un réservoir de natation récréative situé dans le parc régional de Tilden, situé dans les collines de Berkeley au-dessus de Berkeley, en Californie.
Le lac a été créé par la construction du barrage CL Tilden Park en 1938. Il a été nommé par le conseil du parc régional d'East Bay en l'honneur de l'explorateur espagnol Juan Bautista de Anza.
Le lac est ouvert à la baignade de mai à septembre. Pendant cette période, des frais d'entrée sont exigés, des sauveteurs sont en service et un snack-bar est ouvert. La zone de baignade est limitée à l'eau le long d'une plage de sable et d'herbe d'environ 64 mètres de long. Il y a une zone de baignade pour adultes d'une longueur de 40 mètres.
La zone du lac comprend des équipements tels que des vestiaires, des toilettes et de grands parkings. Il y a des zones autour du lac réservées aux oiseaux aquatiques et d'autres zones pour les chiens.

## Histoire
Le lac Anza a été construit en 1938 avec un financement de l'Administration des travaux publics (PWA) en tant que lac de loisirs tout en fournissant de l'eau au parcours de golf de Tilden Park. Bien que le terrain de golf n'utilise plus l'eau du lac Anza, il subsiste des restes du système d'eau. La plage et les maisons de bain en pierre ont été construites par la Works Progress Administration (WPA). La maison de bain en pierre WPA d'origine a brûlé dans les années 1960 et a été remplacée par l'installation actuelle.

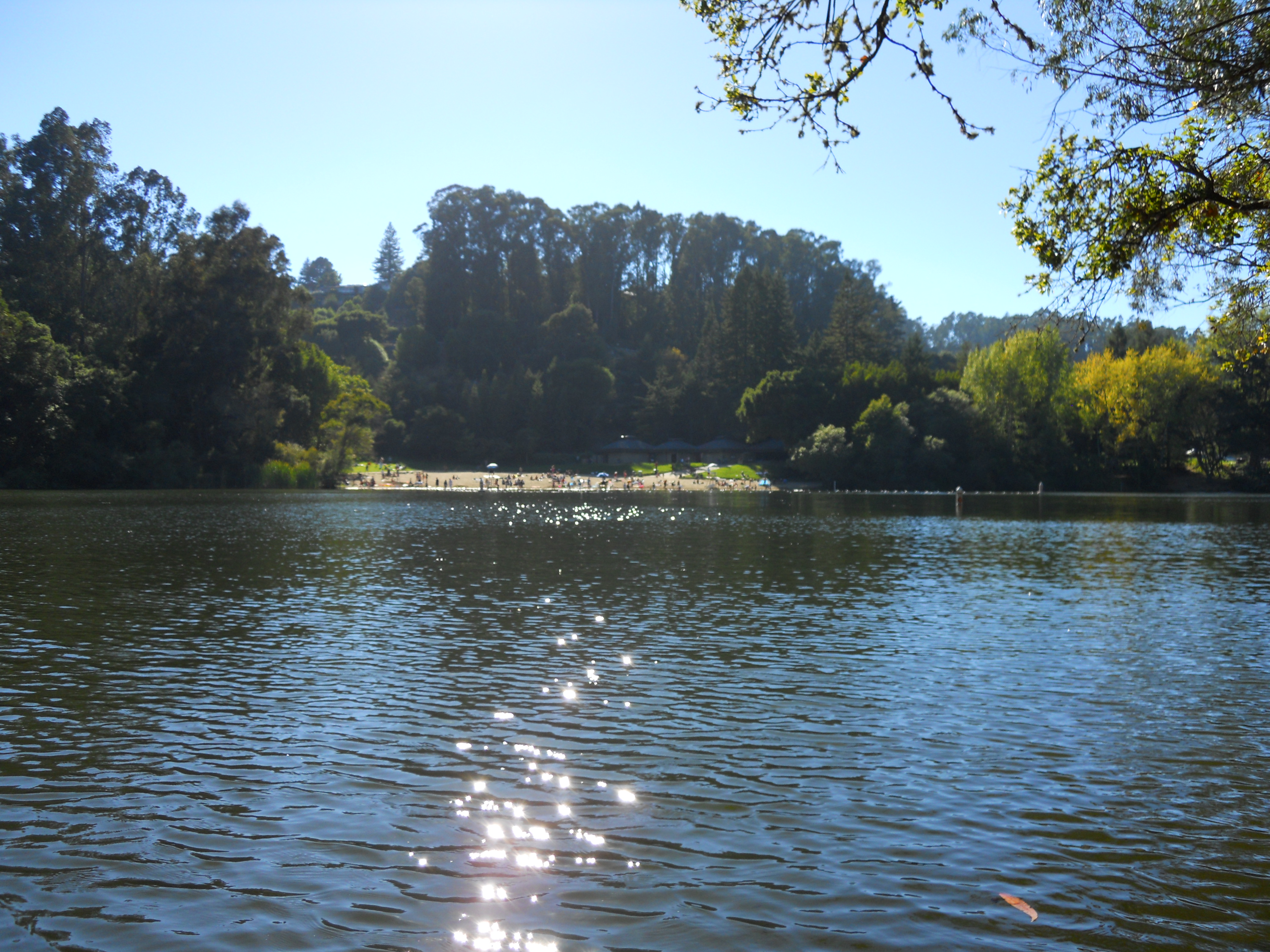
La plage du lac Anza par une journée ensoleillée
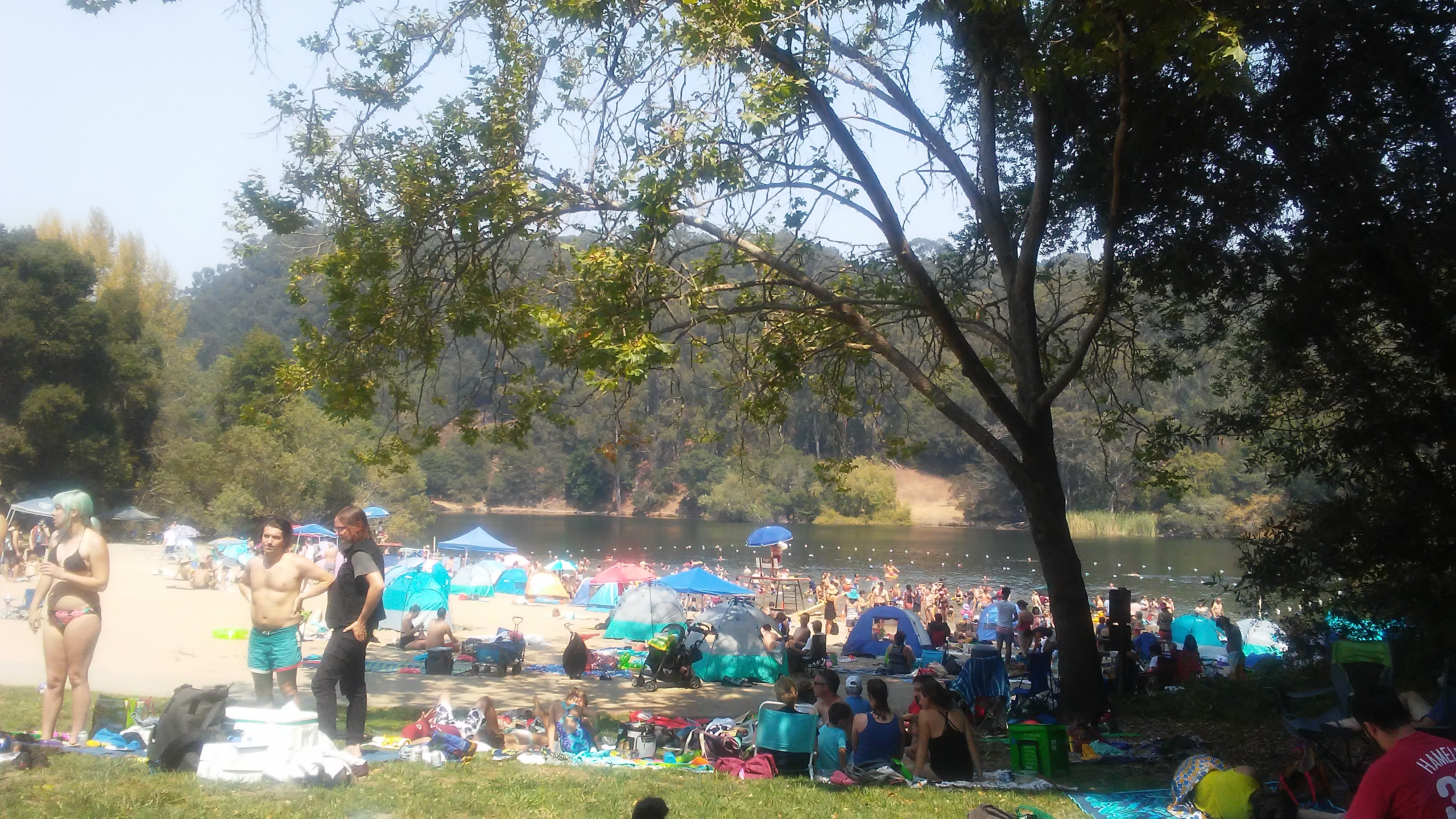
Plage du lac Anza